# アバウト・ア・ボーイ
『アバウト・ア・ボーイ』（About a Boy）は、ニック・ホーンビィの小説。1998年初版。
2002年にイギリスで映画化され、アカデミー脚色賞にノミネートされた。また、サウンドトラックをバッドリー・ドローン・ボーイが手掛けている。

## あらすじ
ノース・ロンドンに住む38歳独身のウィル・フリーマンは、父親の遺した印税収入により、何もせず気ままに暮らしていた。人生を謳歌していると自分で語るウィルだが、周りからは精神的に成長していないと見られている。たくさんの女性とデートはするものの、その関係は2カ月以上持ったためしがない。たまたまシングルマザーの女性と交際し、その気楽さに味をしめたウィルは、片親が互いに励ましあうグループ：SPATに参加。うまくスージーという女性とデートの約束を取り付けるが、デートには彼女の友人フィオナの息子マーカスも一緒だった。
マーカスは、精神的に不安定かつヒッピー風で奇妙な母：フィオナの影響で学校に溶け込めずにいたが、フィオナはそれに気づいていない。マーカスは、フィオナと自分を支えてくれるよう、ウィルを頼り、放課後ウィルの家に遊びに来るようになった。ウィルは、周りの子供と同じような外見をさせてやろうと、マーカスにアディダスのスニーカーを購入するが、学校でさっそく盗まれてしまう。これがきっかけで、フィオナにウィルとの交遊がばれ、フィオナとウィルは激しい口論となり、マーカスはウィルに会えなくなる。
マーカスは盗難について校長に呼び出され、そのときに出会った不良風の上級生：エリーに一目惚れする。マーカスは再びウィルの下に出向き、エリーが心酔するカート・コバーンのことを教わる。カート・コバーンの話題をきっかけに、マーカスはエリーと友達になった。ウィル、そしてエリーとの交流によって、マーカスは精神的に成長していく。
一方、ウィルはイラストレーターのレイチェルを真剣に愛するようになる。レイチェルの思い込みからマーカスに息子のふりをしてもらいレイチェルの家に行くが息子のアリに拒まれてマーカスは逃げ出してしまう。最終的には仲直りするが真実を話すも実質破局となる。
マーカスはエリーを誘い、実父に会うためケンブリッジへ向かった。その途上、カート・コバーンの死を知ったエリーは、ショックからウォッカを飲み、さらに途中下車した町のレコードショップで窓ガラスを割るという事件を起こし、マーカスも一緒に補導されてしまう。マーカスの実父、フィオナ、ウィル、エリーの母、レコード店主らが一堂に会し、誤解を乗り越え、互いに理解し合う。

## 映画化

### キャスト
※括弧内は日本語吹替
- ウィル・フリーマン - ヒュー・グラント（森田順平）
- マーカス - ニコラス・ホルト（亀井芳子）
- フィオナ - トニ・コレット（唐沢潤）
- レイチェル - レイチェル・ワイズ（林佳代子）
- エリー - ナット・ガスティアン・テナ（魏涼子）
- クリスティーン - シャロン・スモール（英語版）: ウィルの妹。既婚。子持ち。兄を心配。
- スージー - ヴィクトリア・スマーフィット（英語版）（日野由利加）
- アンジー - イザベル・ブルック（田村真紀）: クリスティーンの同僚。シングルマザー。
- アリ - オーガスタス・プリュー（杉山大）: レイチェルの息子。マーカスと同じ学校の同学年。

### 原作小説との相違点
- ウィルの年齢が、38歳になっている
- 後半のストーリー展開
  - マーカスとエリーの逸話の割愛
  - クライマックスが、マーカスの学校のコンサートになっている

## その他
- 劇中に出てくる「No man is an island」という言葉は、イギリスの詩人ジョン・ダンの言葉である。劇中ではジョン・ボン・ジョヴィのソロ曲「サンタフェ」 Santa Fe の歌詞として紹介されている。